# Yellow Flavour
A Yellow Flavour az Ivan & The Parazol 2012-ben weben megjelent, ingyenes középlemeze. A lemez fizikai formában, tokba csúsztatott CD-n is kapható volt a zenekar koncertjein.

## Történet
A középlemez munkálatai 2011 nyarán kezdődtek, a keverés decemberre fejeződött be. Vitáris Iván a Recorder.hu-nak a következőket mondta a lemezről:
„Kerek egész lett az anyagból, jól mutatja azt az elképzelést, amire a zenekar támaszkodik. Húzós riffek, jó pár beteg rész, klasszikus alapok, de alapvetően egy táncolható rock'n'roll zene. A címadó Yellow Flavour az erőteljes riffjével megadja a lemez alaphangját, de egy régebbi számunk, a Cruel is felkerült az EP-re, amiben végre kipróbálhattam egy kis sikolyt is. A Thousands In The Front elmondja, szerintünk milyen érzés lehet ezrek előtt játszani, a Jól áll nekem az élet pedig az első magyar nyelvű dalunk, ami az In Air című számunk átirata – szerintünk elég jó lett, úgyhogy reméljük, egyszer még sláger is lehet belőle!”

## Az album dalai
| 1.    | Jól áll nekem az élet  | 2:42 |
| 2.    | Cruel                  | 3:26 |
| 3.    | Yellow Flavour         | 3:44 |
| 4.    | Thousands in the Front | 3:19 |
| 13:12 |                        |      |

## Közreműködők

### Ivan & The Parazol
- Balla Máté – gitár
- Beke István – billentyűk
- Simon Bálint – dobok
- Tarnai János – basszusgitár
- Vitáris Iván – ének

## Külső hivatkozások
- Ivan & The Parazol hivatalos oldala
- Recorder.hu: Ivan & The Parazol: Yellow Flavour – EP-premier! + Jól áll nekem az élet (videoklip)
- A középlemez SoundCloud-on